# Poltergeist (filme)
Poltergeist (Poltergeist - O Fenômeno, no Brasil) é um filme estadunidense de 1982, do gênero terror, escrito e produzido por Steven Spielberg e dirigido por Tobe Hooper. Os efeitos especiais ficaram a cargo da Industrial Light & Magic, e trilha sonora foi composta por Jerry Goldsmith. É estrelado por JoBeth Williams, Craig T. Nelson, Heather O'Rourke e Beatrice Straight.Situado em um subúrbio da Califórnia, o enredo se concentra em uma família cuja casa é invadida por fantasmas malévolos que sequestram sua filha mais nova e as tentativas da família de trazê-la de volta ao mundo real.
Lançado por Metro-Goldwyn-Mayer em 4 de junho de 1982, o filme foi um grande sucesso comercial e crítico, tornando-se o oitavo filme com maior bilheteria de 1982.Anos depois a seu lançamento, o filme tem sido reconhecido como um clássico dentro do gênero. Além de ser indicado para três prêmios da Academia ,Poltergeist foi nomeado pelos Chicago Film Critics Association como o 20° melhor filme de terror já feito,e a cena do ataque do boneco-palhaço foi classificada como # 80 na lisa de 100 momentos mais assustadores de filmes da Bravo .
O filme é acusado de ser amaldiçoado por causa da morte de várias pessoas associadas ao filme. Mesmo assim teve ainda duas sequências: Poltergeist II - o Outro Lado (1986), Poltergeist III - O Capítulo Final (1988) e um remake de mesmo nome lançado em 2015.

## Enredo
Steven e Diane Freeling (Craig T. Nelson e JoBeth Williams) vivem uma vida tranquila em um Orange County, Califórnia, numa comunidade planejada chamada Cuesta Verde, onde Steven é um bem sucedido incorporador e Diane, sua esposa, cuida de seus filhos Dana (Dominique Dunne), Robbie (Oliver Robins) e Carol Anne (Heather O'Rourke). Carol Anne desperta uma noite e começa a conversar com aparelho de televisão da família, que está transmitindo a estática na sequência de um sinal desligado. Na noite seguinte, enquanto os Freelings dormem, Carol Anne se fixa na televisão, uma vez que transmite estática novamente. De repente, uma mão aparece na tela de televisão e desaparece na parede, provocando um violento terremoto no processo. Quando os subsídios trêmulas, Carol Anne anuncia "Eles estão aqui". Acontecimentos bizarros ocorrem no dia seguinte: um copo de leite rompe espontaneamente, talheres ficam curvados e movimentos de móveis em sua própria vontade. Os fenômenos parecem benignos no início, mas rapidamente começam a se intensificar. Naquela noite, uma árvore do quintal retorcida ganha vida e agarra Robbie pela janela do quarto. Enquanto Steven resgata Robbie antes da árvore engolir ele, Carol Anne é sugado através de um portal em seu armário. Os Freelings percebem que ela foi tomada quando ouvem a sua voz que emana de um aparelho de televisão que está sintonizado para um canal vazio.
Um grupo de parapsicólodos da UC Irvine – Dr. Lesh (Beatrice Straight), Ryan (Richard Lawson) e Marty (Martin Casella) – vão para a casa dos Freeling para investigar e determinar que os Freelings estão experimentando uma invasão poltergeist. Eles descobrem que os distúrbios envolvem mais do que apenas um fantasma. Steven também descobre em uma troca com o seu patrão, Lewis Teague (James Karen), que Cuesta Verde é construído onde um cemitério já foi localizado. Depois de Dana e Robbie serem enviadas para a sua segurança, Lesh e Ryan visitam Tangina Barrons (Zelda Rubinstein), uma médium. Tangina afirma que os fantasmas que habitam a casa se encontram em uma "esfera de consciência" diferentes e não estão em repouso. Atraído por força da vida de Carol Anne, esses espíritos são distraídos da "luz" real que veio para eles. Tangina em seguida, acrescenta que há também um demônio conhecido como a "Besta", que tem Carol Anne sob restrição em um esforço para conter os outros espíritos. O grupo reunido descobre que a entrada para a outra dimensão é através do armário do quarto das crianças, enquanto a saída é através do teto da sala de estar. Quando o grupo tenta resgatar Carol Anne, Diane passa através da entrada amarrada por uma corda que tenha sido enfiada através de ambos os portais. Diane consegue recuperar Carol Anne, e ambas caem no chão do teto, inconsciente e coberto de resíduo ectoplásmatico. Quando eles se recuperam, Tangina proclama depois que a casa agora é "limpa".
Pouco tempo depois, os Freelings iniciam o processo de arrumarem suas coisas para se mudarem para outro lugar. Durante sua última noite na casa, Steven deixa para o escritório, a fim de deixar o emprego e Dana vai a um encontro, deixando Diane, Robbie e Carol Anne sozinhas em casa. A "Besta", em seguida,causa uma emboscada para Diane e as crianças, apontando para um segundo sequestro pela tentativa de conter Robbie e Diane. Robbie é atacado por um boneco do palhaço em seu quarto, e Diane é atacada por uma força invisível que a move na parede e sobre o teto em seu quarto. A força invisível impulsiona Diane para o quintal arrastando-a para a piscina. Esqueletos ficam a volta dela enquanto tenta nadar para escapar, mas ela consegue sair da piscina e fazer o seu caminho de volta para a casa. Ela resgata as crianças, e eles eventualmente escapam para o exterior apenas para descobrir caixões e corpos em decomposição em erupção a partir do solo em seu quintal e em todo o bairro. Quando Steven e Dana voltam para casa para o caos, Steven confronta Teague depois de perceber que, em vez de mudar a localização do cemitério para o desenvolvimento de Cuesta Verde, Teague tinha apenas mudou as lápides e os corpos ficaram para trás, profanando os cemitérios. Os Freelings fugiram de Cuesta Verde, enquanto a própria casa implode no portal dentro do armário do quarto, para o espanto de espectadores, enquanto Teague lamenta as consequências da sua ganância e loucura. A família verifica em um hotel para a noite, e Steven coloca a televisão fora do quarto, na varanda.

## Elenco
- Craig T. Nelson ... Steve Freeling
- JoBeth Williams ... Diane Freeling
- Beatrice Straight ... Dr. Lesh
- Dominique Dunne ... Dana Freeling
- Oliver Robins ... Robbie Freeling
- Heather O'Rourke ... Carol Anne Freeling
- Michael McManus ... Ben Tuthill
- Virginia Kiser ... Mrs. Tuthill
- Martin Casella ... Marty
- Richard Lawson ... Ryan
- Zelda Rubinstein ... Tangina Barrons
- Lou Perryman ... Pugsley
- Clair E. Leucart ... Bulldozer Driver
- James Karen ... Frank Teague
- Dirk Blocker ... Jeff Shaw
- William Hope ... namorado de Dana no carro (cameo) (não-creditado)

## Produção
Filmado principalmente na Roxbury Street, em Simi Valley, Califórnia.
Controversias sobre créditos
Uma cláusula em seu contrato com a Universal Studios impediu Spielberg de dirigir qualquer outro filme enquanto preparava ET o Extra-Terrestre,embora, segundo Hooper, o conceito central do filme fosse dele, que ele lançou para Spielberg depois de recusar o filme.Houve oferta para dirigir Night Skies. Time e Newsweek marcaram o verão de 1982 como "The Spielberg Summer" porque ET e Poltergeist foram lançados com uma semana de intervalo em junho. Como tem um nome "comercial", alguns começaram a questionar o papel de Spielberg durante a produção. As sugestões de que Spielberg teve maior influência na direção do que os créditos sugerem foram auxiliadas por seus comentários: "Tobe não é ... um tipo de encarregado. Se uma pergunta fosse feita e uma resposta não fosse imediatamente imediata, eu entraria e diria o que poderíamos fazer. Tobe concordaria com o acordo, e isso se tornou o processo de colaboração ".
O Directors Guild of America "abriu uma investigação sobre a questão de saber se o crédito oficial de Hooper estava sendo denegrido ou não por declarações de Spielberg, aparentemente reivindicando autoria". Isso foi relatado pela primeira vez em um artigo do Los Angeles Times em 24 de maio de 1982, o mesmo artigo do qual a citação acima de Spielberg foi obtida pela primeira vez. A investigação terminou com a decisão de um árbitro de que "a MGM / UA Entertainment Co. deve pagar US $ 15.000 ao diretor Tobe Hooper porque o estúdio deu ao produtor Steven Spielberg um crédito maior do que Hooper recebeu em seus trailers", embora também observando que "questões mais amplas existe uma disputa entre o produtor-escritor (Spielberg) e o diretor "danos originais de US $ 200 o co-produtor Frank Marshall disse ao Los Angeles Times que "a força criativa do filme era Steven. Tobe era o diretor e estava no set todos os dias. Mas Steven fazia o design de todos os storyboards e ele estava no set, todos os dias, exceto três dias em que ele esteve no Havaí com Lucas ." No entanto, Hooper afirmou que "fez metade dos storyboards".
O Hollywood Reporter imprimiu uma carta aberta de Spielberg a Hooper na semana do lançamento do filme:
"Lamentavelmente, alguns da imprensa não entenderam o relacionamento criativo único que você e eu compartilhamos durante a criação de Poltergeist .
Gostei da sua abertura ao me permitir, como escritor e produtor, um amplo espaço para envolvimento criativo, assim como sei que você estava feliz com a liberdade que tinha para dirigir Poltergeist tão maravilhosamente.
Através do roteiro, você aceitou uma visão desse filme muito intenso desde o início e, como diretor, entregou a mercadoria. Você atuou com responsabilidade e profissionalismo o tempo todo, e desejo-lhe grande sucesso em seu próximo projeto."
Em  uma entrevista de 2007 com Ain't It Cool News, Rubinstein discutiu suas lembranças do processo de filmagem. Ela disse que "Steven dirigiu todos os seis dias" que ela estava no set: "Tobe preparou as cenas e Steven fez os ajustes". Ela também alegou que Hooper "permitiu que alguns agentes químicos inaceitáveis entrassem em seu trabalho" e, quando foi fazer uma audição para Hooper e Spielberg, naquele momento, que "Tobe estava apenas parcialmente lá".
Após a conclusão da fotografia principal, na primeira semana de agosto de 1981, Hooper passou dez semanas na sala de edição, montando a primeira parte do filme. Spielberg passou grande parte desse tempo supervisionando a fotografia SFX realizada na Industrial Light & Magic (ILM).
De acordo com o site da Blumhouse Productions, o primeiro assistente de câmera de Poltergeist , John R. Leonetti, relatou que Spielberg dirigiu o filme mais do que Hooper, afirmando: "Hooper era tão legal e feliz por estar lá. Ele teve a participação criativa. Steven desenvolveu o filme, e era sua a direção, exceto que havia antecipação da greve de um diretor, então ele era 'o produtor', mas na verdade ele a dirigiu no caso de haver uma greve e Tobe foi legal com isso. De vez em quando, ele deixava o set e deixava Tobe fazer algumas coisas. Mas, na verdade, Steven dirigiu. "
Após a morte de Hooper em 27 de agosto de 2017, o diretor Mick Garris, que foi publicitário no filme e visitou o set em várias ocasiões, veio em defesa de Hooper no podcast Post Mortem:
"Tobe estava sempre chamando ação e corte. Tobe esteve profundamente envolvido em toda a pré-produção e tudo mais. Mas Steven é um cara que entra e dá as ordens. E assim, você está no seu primeiro filme de estúdio, contratado por Steven Spielberg, que está entusiasticamente envolvido nesse filme. Você vai dizer 'Pare com isso ... deixe-me fazer isso'? O que [Tobe] fez.
Tobe era um cineasta fantástico. Eu não acho que Steven estivesse controlando. Eu acho que Steven estava entusiasmado. E ninguém estava lá para proteger Tobe. Mas toda a pré-produção foi feita pela Tobe. Tobe estava lá o tempo todo. A visão de Tobe é muito realizada lá. E Tobe ganhou crédito porque merecia crédito. Incluindo ... Steven Spielberg disse isso.
[...] Sim, Steven Spielberg estava muito envolvido. É um filme de Tobe Hooper."

### Trilha Sonora
As músicas que integram na trilha sonora do filme foram escritas pelo veterano Jerry Goldsmith.Ele escreveu vários temas para a partitura, incluindo a canção de ninar "Tema de Carol Anne" para representar a vida suburbana feliz da jovem protagonista, uma melodia semi-religiosa para lidar com as almas capturadas entre mundos e várias explosões dissonantes durante momentos de terror. A  trilha sonora garantiu a Goldsmith uma indicação ao Oscar de Melhor Trilha Sonora Original , embora ele tenha perdido para o compositor John Williams por ET o Extra-Terrestre.
A partitura de Goldsmith foi lançada em 1982 no LP pela MGM Records em uma versão de 38 minutos. Mais tarde, o Rhino Movie Music lançou um CD de 68 minutos em 1997. Um álbum da trilha sonora de dois discos foi seguido em 9 de dezembro de 2010 pelo Film Score Monthly, com fonte adicional e material alternativo. O lançamento de 2010 também incluiu faixas inéditas da partitura de Goldsmith ao The Prize (1963).
Existe uma versão alternativa do "tema de Carol Anne", que tem letras. Essa versão é oficialmente intitulada "Bless this House" (que é uma linha do refrão). Não apareceu no filme, mas fazia parte do álbum original.

## Recepção

### Bilheteria
Poltergeist foi lançado teatralmente por Metro-Goldwyn-Mayer em 4 de junho de 1982. O filme foi um sucesso comercial e arrecadou US $ 76.606.280 nos Estados Unidos, tornando-o no filme de terror com maior bilheteria de 1982 e oitavo no geral no ano.

### Recepção da Crítica
O filme foi bem recebido pelos críticos e é considerado por muitos como um clássico do gênero de terror,bem como um dos melhores filmes de 1982. Possui uma classificação de aprovação de 85% no agregador de críticas Rotten Tomatoes, com base em 61 avaliações, com um consenso que diz: "Inteligentemente filmado, com scripts estreitos e - o mais importante - consistentemente assustador, Poltergeist é um clássico moderno de terror". Roger Ebert deu ao filme três estrelas em quatro e o chamou de "um thriller eficaz, não tanto por causa dos efeitos especiais, como porque Hooper e Spielberg tentaram ver os estranhos eventos do filme através dos olhos dos membros da família, em vez de ficarem de pé de volta e deixando os efeitos especiais sobrecarregaram o elenco junto com o público" Vincent Canby, do The New York Times,chamou de "uma história de fantasmas maravilhosamente assustadora", com "efeitos técnicos extraordinários" que eram "frequentemente assustadores e bonitos, mas também ocasionalmente vividamente horríveis".
Reconhecimento
O filme continuou a receber reconhecimento mais de 35 anos após seu lançamento. Poltergeist foi selecionado pelo The New York Times como na listas dos 1000 melhores filmes já feitos o filme também recebeu reconhecimento do American Film Institute . O filme classificada como número 84 na do AFI 100 anos ...100 Thrills e a frase "Eles estão aqui" foi nomeado o 69-maior das citações do filme no AFI 100 anos ...100 Movie Quotes
O filme foi indicado para três categorias do Oscar de 1982: melhores efeitos visuais, melhor trilha sonora original e melhores efeitos sonoros.

## Na Cultura Popular
A canção "Shining" da banda de Horror punk Misfits,em seu álbum de 1997 American Psycho, é baseado diretamente no filme, com o coro centrado no refrão: "Carol Anne, Carol Anne".
O episódio de Family Guy de 2006 , "Petergeist", parodia Poltergeist. Enquanto tenta construir um multiplex em seu quintal, Peter descobre um cemitério indiano. Quando ele pega o crânio de um chefe indiano, um poltergeist invade a casa dos Griffins. O episódio usou algumas das mesmas dicas musicais ouvidas no filme e recria várias de suas cenas. American Dad! também parodiou o filme com um episódio da 10ª temporada "Poltergasm", em que a casa dos Smith foi assombrada pelo desejo sexual insatisfeito de Francine

## Sequências e Remake
Em 1986, foi lançado Poltergeist II: The Other Side manteve a família, mas introduziu um novo motivo para o comportamento da Besta, amarrando-o a um líder do culto maligno chamado Henry Kane, que levou sua seita religiosa à sua destruição na década de 1820. Como a Besta, Kane fez de tudo para manter seu "rebanho" sob seu controle, mesmo na morte. O motivo original das almas do cemitério, perturbado pelo conjunto habitacional, foi alterado; explicou-se agora que o cemitério era construído acima de uma caverna onde Kane e seu rebanho chegavam ao fim. Também revela que as mulheres da família são na verdade paranormais.
Poltergeist III foi lançado em 1988, onde Carol Anne é o único membro original da família que vive em um elaborado arranha-céu de Chicago, de propriedade e habitado por sua tia, tio e primo. Kane a segue até lá e usa os onipresentes espelhos decorativos do edifício como um portal para o plano terrestre.
Um remake do filme original foi feito pela MGM e 20th Century Fox , dirigido por Gil Kenan Sam Raimi, Rob Tapert, e Roy Lee produziram o filme, estrelado por Sam Rockwell , Jared Harris e Rosemarie DeWitt. Poltergeist foi lançado em 22 de maio de 2015 Em Portugal foi no dia 28 de maio e no Brasil no dia 21 de maio do mesmo ano.
Porém, ao contrário do filme original, o remake não foi bem visto pela crítica e público
Em 10 de abril de 2019, foi anunciado que os irmãos Russos fariam um remake ou uma série baseada no filme

## Lançamentos em outras mídias
Midia Doméstica
Poltergeist foi lançado em VHS , Betamax , CED e LaserDisc em 1982. Em 1997, a MGM lançou o Poltergeist em DVD em um estojo de encaixe, e o único recurso especial era um trailer. Em 1998, Poltergeist foi relançado em DVD com a mesma capa e disco do lançamento de 1997, mas em um estojo e com um livreto de oito páginas. Em 1999, foi lançado em DVD novamente pela Warner Home Video em um estojo com o mesmo disco, mas com uma capa diferente. Os lançamentos programados da Warner Home Video provisoriamente para a edição de 25 anos do filme em DVD padrão, HD DVD e Blu-ray , na Espanha e nos EUA em 9 de outubro de 2007. O relançamento foi anunciado como uma imagem e som remasterizados digitalmente e um documentário em duas partes: "Eles estão aqui: o mundo real dos poltergeists", que faz uso extensivo de clipes do filme. O DVD remasterizado do filme foi lançado conforme programado, mas ambos os lançamentos em alta definição foram cancelados. Warner reagendou a versão em alta definição do filme e acabou lançando-a apenas no formato Blu-ray em 14 de outubro de 2008.
Novelização (livros)
Uma novelização foi escrita por James Kahn, adaptada do roteiro original do filme. O copyright é de 1982 da Amblin 'Enterprises, Inc. Foi impresso nos Estados Unidos pela Warner Books, com a primeira impressão em maio de 1982. Enquanto o filme se concentra principalmente na família Freeling, grande parte do livro se inclina para o relacionamento entre Tangina e Dr. Lesh, longe da família. O romance também se expande para muitas cenas que ocorreram no filme, como a sala dos Freelings sendo visitada à noite por entidades exteriores de fogo e sombras, e uma versão estendida da cena da cozinha em que Marty assiste o bife rastejar, através de uma bancada. No livro, Marty é congelado no lugar e é esqueletizado por aranhas e ratos. Também há elementos adicionais que não estão no filme, como a misteriosa descoberta de Robbie do boneco de palhaço no quintal durante sua festa de aniversário e um espírito benevolente, "The Waiting Woman", que protege Carol Anne no mundo espiritual.
Videogame
No dia 20 de outubro de 2014 foi lançado Poltergeist: A Pixelated Horror com inspiração na franquia